# Triumph Speed Triple
La Triumph Speed Triple è una motocicletta prodotta dalla casa motociclistica inglese Triumph Motorcycles dal 1993 e tuttora in produzione. 
È stata modificata più volte, a livello ciclistico, estetico e meccanico, ma mantenendo sempre un motore tricilindrico.

## Storia

### T301
La Speed Triple, presentata per la prima volta al pubblico in occasione del Salone di Colonia del 1993, si proponeva come concorrente, sul mercato delle motociclette naked, della Ducati Monster presentata l'anno precedente. Il suo nome è ispirato a una Triumph bicilindrica del passato, la Speed Twin.
Nella sua prima versione il propulsore vantava una cilindrata di 885 cm³ mentre l'ultima versione presentata nel 2020 e attualmente in vendita, la Speed Triple RS/RR, è equipaggiata con un tricilindrico da 1160 cm³, sempre a 4 tempi e 4 valvole per cilindro, raffreddato ad acqua, che eroga una potenza di 180 CV a 10750 giri al minuto (all'albero — dati dichiarati dal costruttore).
La prima versione presentata, la Speed Triple T301, disponeva di un impianto frenante a tre dischi e un cambio a 5 rapporti. La cilindrata era di 885 cm³, la potenza disponibile di 98 CV (dichiarati all'albero, circa 92 alla ruota); questo modello rimase in produzione dal 1993 al 1996. Proprio nel '96, ultimo anno della sua produzione, vennero fatte diverse piccole modifiche: le pinze originali Nissin furono sostituite con elementi di produzione sempre Nissin ma di color oro, come le flange dei dischi freno (prima nere), ed il fanalino posteriore sdoppiato in due elementi circolari(uniche modifiche visibili rispetto ai modelli dei precedenti anni) mentre il cambio diventò a 6 marce e fu sostituito il mono ammortizzatore posteriore con uno più performante e regolabile idraulicamente nel precarico della molla.

### T509
Nell'autunno del 1996 venne presentata la Speed Triple T509 che proponeva diverse novità importanti: riguardo al motore la cilindrata rimase di 885 cm³ ma la potenza salì a 106 CV (dichiarati all'albero dal costruttore — effettivi, circa 87 alla ruota, dunque un paio meno della versione precedente), i carburatori furono sostituiti con un impianto a iniezione mentre a livello ciclistico il telaio, corredato di un nuovo forcellone monobraccio, fu riprogettato completamente in collaborazione con il celebre telaista inglese Harris. Anche l'estetica fu modificata con l'adozione, in luogo del classico monofaro, di una coppia di fari affiancati di forma tonda con rifinitura cromata. Queste modifiche cambiarono radicalmente l'immagine del modello che da semplice versione scarenata della sportiva Daytona assunse un'identità propria all'interno della gamma Triumph, tanto che alcune soluzioni (doppio faro e monobraccio in primis) divennero il segno distintivo di questo modello. Una Speed Triple T509 si intravede in Matrix ove veniva pilotata dalla protagonista Carrie-Anne Moss.

### 955i prima serie
La T509 restò in produzione per soli due anni, sostituita nel 1999 dalla Speed Triple 955i. Già la sigla fa capire come la modifica più rilevante sia quella dell'incremento di cilindrata, portata appunto a 955 cm³. Tale incremento venne ottenuto con la maggiorazione dell'alesaggio di 3 mm. Contemporaneamente anche il peso complessivo scese a 189 kg (dichiarati dal costruttore; circa 220 quelli reali in ordine di marcia) mentre l'estetica restò pressoché invariata, se si escludono una mezza dozzina di modifiche di dettaglio. La 955i venne anch'essa immortalata dal cinema con la partecipazione nel film Mission Impossible 2, pilotata da Tom Cruise e nel film The Matrix, pilotata dalla protagonista femminile Carrie-Ann Moss (aka Trinity). È opinione diffusa che questa fortunata apparizione della Speed Triple sia stata la svolta commerciale per la nuova Triumph di John Bloor.

### 955i seconda serie
Nel 2002 la Speed venne nuovamente rivista e ristilizzata, acquisendo alcuni cavalli ma mantenendo invariata la cilindrata.

### 1050
Nel 2004 viene presentata la nuova generazione della 1050 Speed Triple: oltre ad un ulteriore aumento di cilindrata, a nuovi sistemi di iniezione e gestione motore, la dota di un nuovo telaio più leggero e l'allungamento della corsa di 6,4 mm, che anche grazie alle nuove forcelle rovesciate, ne aumentano la maneggevolezza. Questa caratteristica unita all'ottimo rapporto coppia/potenza (tra i migliori della classe naked) le conferisce tra gli appassionati il titolo di "Hooligan" della strada.
Il design del MY2005 (model year), in particolare del codino, fu derivato dalla special Speed Triple S realizzata in 6 esemplari dal preparatore italiano Carlo Talamo nel 2003..
Nel 2007 La Speed Triple 1050 è stata rivista nel design della carrozzeria da Rodolfo Frascoli della Marabese Design.

### 1200
Viene lanciata nel 2021 la 1200 RS che vede portare a 1.160 cm³ la cilindrata, con un picco di potenza di 180 CV a 10.750 giri, in grado di sviluppare 125 Nm di coppia massima a 9.000 giri. L'impianto propulsivo è stato integralmente riprogettato rendendo il motore più leggero di 7 kg. Il rapporto potenza/peso risulta del 25 % migliore rispetto al dato del modello 1050, praticamente doppio rispetto alla prima generazione della Speed Triple del 1994. A settembre viene annunciata per l'anno 2022 la nuova 1200 RR, versione semi-carenata della RS, dotata di semimanubri e sospensioni elettroniche semi-attive pluriregolabili Ohlins Smart EC 2.0; motore, telaio e freni restano invece invariati dall'allestimento base.